# Ziemia bielska

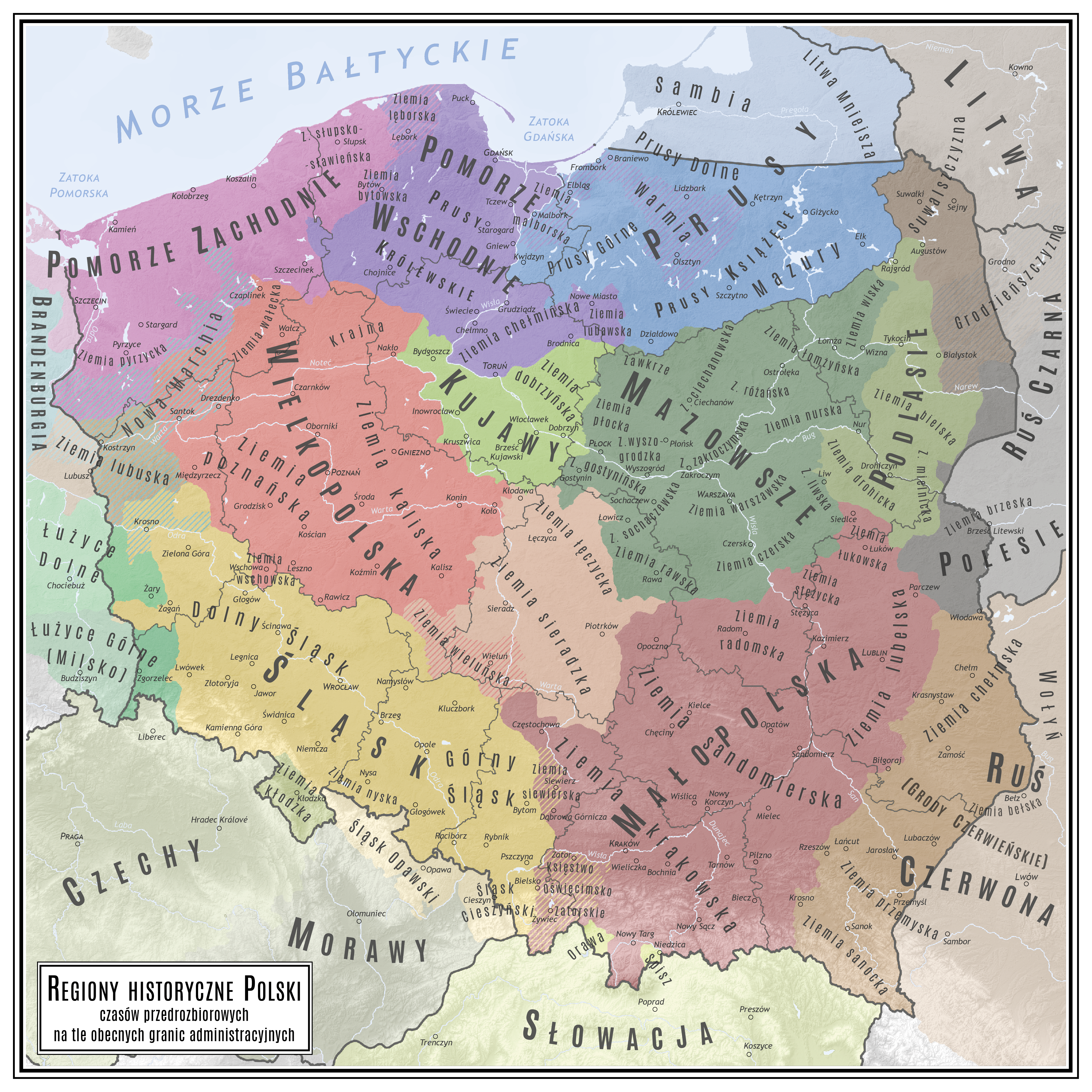
Ziemia bielska i inne krainy historyczne Polski na tle współczesnych granic administracyjnych

Ziemia bielska – jednostka terytorialna wchodząca od 1413 roku w skład województwa trockiego i od 1513 roku włączona do nowo powstałego województwa podlaskiego. Głównym miastem ziemi był Brańsk i w tamtejszym kościele szlachta ziemi bielskiej odbywała sejmiki, na których wybierała 2 posłów na sejm. Także w Brańsku odbywały się sądy grodzkie i sądy ziemskie. Okazjonalnie, na przykład z powodu zarazy, sejmiki odbywały się w Bielsku, Surażu (1653) lub Tykocinie.
Z dzieła Zygmunta Glogera pt: „Dawna ziemia bielska i jej cząstkowa szlachta” wynika że: „Ziemia ta wzięła swoje miano od miasta Bielska, które jednak było bez znaczenia, bo wszelkie sądy i sejmiki odbywały się w Brańsku, Tykocinie lub Goniądzu, a archiwa znajdowały się w tych trzech miastach i w Surażu”.
Słownik historyczno-geograficzny województwa podlaskiego w średniowieczu notuje, że: "Ziemia (terra) biel. była zamiennie określana jako powiat (districtus). Przy czym nie widać tu jakiegokolwiek prawidłowości przy posługiwaniu się określeń. Miano powiat występowało w szerszym i węższym znaczeniu. W szerszym było równoznaczne z całością ziemi biel. W węższym obejmowała mniejszy obszar znajdujący się w najbliższych okolicach Bielska, czyli pomiędzy Narwią a Nurcem i wschodnią gran."
Rejestry poboru podatków nadzwyczajnych (głównie poboru ziemskiego i miejskiego) ziemi bielskiej z lat 1577, 1578, 1579 i 1580 udostępniono (w formie cyfrowej) na stronie Atlas Fontium.

## Terytorium
Ziemia bielska składała się z 3 powiatów: brańskiego, tykocińskiego i suraskiego
Ziemia bielska powstała z połączenia trzech odrębnych terytoriów. Pierwsze z nich to obszar podległy grodom w Bielsku i Surażu, które wcześniej wchodziły w skład ziemi drohickiej i dzieliły jej los co do przynależności państwowej w XIII i XIV w. Drugie terytorium to część dawnej kasztelanii święckiej, która została oderwana od Mazowsza przez Litwinów w połowie XIV w. Granica pomiędzy tymi dwoma terytoriami w przybliżeniu biegła wzdłuż rzek: Nurca, Mieni i Lizy. Ostatnie z terytoriów – powiat goniądzki – był częścią składową ziemi wiskiej, należącej do Mazowsza. Gdy książęta mazowieccy oddali ziemię wiską Krzyżakom, ci w tajnym układzie odstąpili jej część, czyli powiat goniądzki księciu litewskiemu Witoldowi. Powiat ten najbardziej odróżniał się od pozostałych części ziemi bielskiej. Został nieco później skolonizowany. Także, odmiennie niż reszta ziemi bielskiej, należał do diecezji wileńskiej. W XV w. działał tu również odrębny sąd ziemski z siedzibą w Goniądzu, jednak zwierzchnictwo administracyjne nad powiatem sprawowali starostowie bielscy.
Wcześniejsze podziały ziemi bielskiej miały pośredni wpływ na rozwój sieci parafialnej na tym obszarze. Widać wyraźnie, że większość kościołów została ufundowana na obszarach dawnej kasztelanii święckiej. Tam bowiem najintensywniej rozwinęło się osadnictwo drobnoszlacheckie.
Pod koniec XVI w. ziemia bielska zajmowała obszar 5 811 km kwadratowych (wg. Aleksandra Jabłonowskiego 5 410,85 km kwadratowych, czyli 98,27 mil kwadratowych); w 1795 r. powierzchnię ziemi bielskiej oszacowano na 77,14 mil kwadratowych. W tym okresie w ziemi bielskiej istniało 895 osiedli (osad i miejscowości): 12 miast, 820 wsi, 33 przedmieść (tzw. "wsi miejskich"), 19 osad młyńskich, 9 osad folwarcznych oraz 2 osady kuźnicze. Struktura własnościowa przedstawiała się następująco: 606 osad to własność szlachecka, 216 – królewska, 11 – duchowna, 33 – tzw. "wsie miejskie"; pozostałe to własność mieszana, a mianowicie 2 osady królewsko-duchowne, 1 jako duchowno-szlachecka i 26 królewsko-szlacheckich. Struktura własności ziemi w ziemi bielskiej w drugiej połowie XVI w. wyglądała następująco (dane we włókach): własność królewska (w tym "włóki miejskie") 6 816,5, własność duchowna to 61,75 włók, wielka własność szlachecka - 1 018, średnia własność szlachecka - 173,25, drobna własność szlachecka - 226,25 oraz szlachta bezkmieca - 2 900,1 włók; łącznie 11 195,85 włók ziemi uprawnej.

## Urbanizacja
Ziemia bielska zachowała najwięcej dóbr królewskich i była z trzech ziem podlaskich największą, bo stanowiła północną połowę Podlasia z miastami i miasteczkami: Bielsk, Narew, Orla, Kleszczele, Boćki, Brańsk, Suraż, Białystok, Tykocin, Knyszyn, Goniądz, Jasionówka, Rajgród i Augustów.
Pod koniec XVI w. w ziemi bielskiej było 12 miast: 10 z nich stanowiło własność królewską (Bielsk, Augustów, Brańsk, Goniądz, Kleszczele, Knyszyn, Narew, Rajgród, Suraż i Tykocin) a 2 szlachecką (Boćki i Waniewo). Najwięcej osób mieszkało w Bielsku (ok. 3350 mieszkańców) i Kleszczelach (ok. 2300), najmniej liczyły Rajgród (ok. 850 osób) i Waniewo (ok. 600 mieszkańców). Cechą charakterystyczną ziemi bielskiej było występowanie odległych przedmieść miejskich, które praktycznie były "wsiami miejskimi"; były to przedmieścia miast: Augustowa: (Biernatki, Turówka, Uścianki [Zaścianek], Żarnowo), Bielska (Augustowo, Stryjki [Młodzianowo],  Szastały [Koszczyno], Widowo [Stanisławowo], Parcewo [Piotrowo], Spiczki), Brańska (Glinnik), Goniądza (Białosuknie, Boguchwały, Downary, Jaski, Kosiorki [Kosiorkowie], Łupichy [Łupichowcy], Puszkarze, Pyzy, Owieczki, Zyburty, Żodzie), Kleszczel (Dasze [Kośna],  Dobrowoda [Dobra Woda], Kuzawa [Babicze], Czeremcha Wieś [Nurzec], Pogreby, Trubianka), Narwi (Makówka, Waniewo) i Suraża (Daniłowo, Kowale, Hruskie).
W połowie XVI w. w ziemi bielskiej było 5 zamków: w Tykocinie, Bielsku (spłoną w 1564 r. po Zielonych Świątkach), Goniądzu, Surażu i Waniewie.

## Starostwa
W skład Ziemi bielskiej wschodziły starostwa: augustowskie, bielskie, brańskie, goniądzkie, kleszczelskie, narewskie, rajgrodzkie, suraskie i tykocińskie. Starostwa knyszyńskie i tykocińskie nad rzeką Biebrzą, Narwią i Supraślą, były największymi spośród wyodrębnionych organizmów terytorialnych na Podlasiu.
Starostwa augustowskie i bielskie (do połowy XVI w.) posiadają swoje opracowania w Słowniku historyczno-geograficznym województwa podlaskiego w średniowieczu.  

## Urzędnicy ziemscy ziemi bielskiej[12]
Starostowie: 1407-20 Mikita (capitaneus); 1422 Jan (Iwaszko) Gasztołd (capitaneus); 1431-33 Jerzy Strumiłło z Brańska (houptman); 1436/37 Michał (palatinus); 1439 Pietko (palatinus); 1446 Piotr Raczko Strocewicz (wojewoda); 1454 Iwaszko Dowojnowicz (capitaneus); 1457-77 Olechno Sakowicz (capitaneus); 1479 Jan Nasuta z Międzyrzecza; 1484-86 Bartosz Montowtowicz; 1488-90 Mikołaj Radziwiłł; 1492-94 Sołtan Aleksandrowicz; 1494-1504 Mikołaj Radziwiłł (II); 1505-06 Michał Gliński; 1506-11 Wojciech Kłoczko; 1512 Maciej Jundziłło; 1513-15 Olbracht Gasztołd; 1516-19 Mikołaj Radziwiłł (II); 1521-22 Jan Mikołajewicz Radziwiłł; 1522-39 Olbracht Gasztołd; 1535 Maciej Lewicki namiestnik starostwa; 1537 Andrzej Falkowicz administrator; 1538 Mikołaj Korycki administrator; 1538-39 Andrzej Nieprzecki administrator-sprawca; 1541-44 Andrzej Buniński administrator zamku bielskiego; 1545-49 Maciej Lewicki; 1546-49 Stanisław Poniatowski administrator bielski; 1549 Tomasz Owsiany administrator; 1548-59 Piotr Koniński; 1556-69 Jerzy Chodkiewicz; 1569-87 Mikołaj Kiszka
Podstarościowie: 1505 Rusin; ok. 1510 Kniazyk; 1519-21 Jan Iwachno Michajłowicz; 1522 Stanisław Grajewski; 1523 Wasyl Hrehorowicz Kobylin; 1525 Kmita; 1533 Hryszko Kimbarowicz
Sędziowie ziemscy: 1429 Jan z Kobylina i Jabłonowa; 1437-43 Paweł z Wyszoniek, wzmianka jako były w 1464; 1451-66 Wit z Raczyna; 1470-95 Rafał Raczko z Puczyc; 1498 Jan Steczko Cybulka; 1501-1502 Piotr Łuba z Rudołtowa; 1507-33 Jerzy Raczko z Puczyc i Turośni; 1534-36 Baltazar Pietkowski; 1537-53 Mikołaj Korycki; 1553-59 Maciej Lewicki; 1559-1564 Wincenty Mieński; 1565-67 Marcin Jałbrzyk Wyszyński; 1567-91 Wojciech Wyszkowski
Podsędkowie ziemscy: 1431-52 Harwist z Kobylina; 1454-57 Wisław z Piórkowa; 1458-84 Stanisław Kostro z Wyszoniek; 1498 Piotr Łuba z Rudołtowa; 1502-15 Maciej Malinowski; 1521-31 Andrzej Rytel; 1531-36 Mikołaj Korycki; 1533 Jerzy Malinowski (surogator); 1538-52 Maciej Lewicki; 1553-69 Józef Markowski; 1569-1583 Hipolit Jankowski
Pisarze ziemscy: 1509 Jan Siekierka; przed 1515 Maciej; 1515-49 Stanisław Wierzbowski; 1549-61 Wojciech Jasieński; 1551 Paweł Domanowski surogator; 1552-57 Marcin Jałbrzyk Wyszeński surogator; 1558-59 Mikołaj Mieński surogator; 1561-78 Tomasz Owsiany
Podkomorzowie: 1515-17 Mikołaj Brzozowski; 1522-47 Jan Skwarek Gąsowski; 1547-1566 Stanisław Skwarek Gąsowski; 1566-69 Bohdan Sapieha; 1568 Marcin Mieński surogator; 1569 Teofil Brzozowski
Chorążowie: 1529 Baltazar Pietkowski; 1530 Rafał Raczko; 1539-48 Paweł Zielepucha; 1551-63 Stanisław Jałbrzyk Wyszeński; 1563-79 Jerzy Brzóska
Wojscy: 1511-28 Paweł Raczko; 1531-54 Andrzej Falkowicz; 1554-65 Mikołaj Arciechowski; 1569-83 Jan Faraur Łoknicki
Poborcy: 1554 Stanisław Wyszeński, Maciej Lewicki; 1563 Walenty Niewierowski, Paweł Wyszyński; 1565/66 Jerzy Brzóska; 1567 Marcin Mieński, Mateusz Wyszeński; 1568 Paweł Mościcki, Marcin Mieński; 1576/77 Jerzy Brzóska; 1578 Sebastian Brzozowski; 1579 Walenty Niewierowski; 1580 Bieniasz Jałbrzyk Wyszeński; 1581 Piotr Pietkowski; 1588 Wojciech Sieklucki; 1590 Marcin Brzozowski; 1595 Bernard Brzozowski; 1598 Marcin Brzozowski.

## Księgi grodzkie i ziemskie

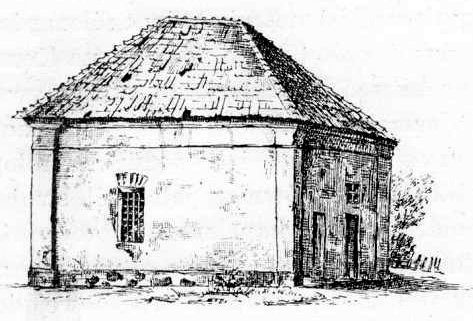
Kancelaria ziemi bielskiej w Brańsku

W Mińsku przechowywane są księgi grodzkie bielskie z lat 1563–1694, księgi grodzkie brańskie 1541-1750, księgi grodzkie goniądzkie, księgi grodzkie drohickie z lat 1560–1784, a ponadto księgi ziemskie bielskie i suraskie, a także księga sadu kapturowego ziemi bielskiej z okresu 1673–76 i akta komisji cywilno-wojskowej ziemi drohickiej z lat 1791-92.